# Вацек, Милош
Милош Вацек (чеш. Miloš Vacek; 20 июня 1928, Горни-Ровень близ Пардубице — 29 февраля 2012, Прага) — чешский композитор, дирижер, музыкант-органист и хормейстер. Заслуженный артист ЧССР (1984), лауреат чешских государственных наград.

## Биография
Основы музыкального образования получил под руководством отца, Индржиха Вацека, композитора и педагога, который обучил его игре на скрипке, фортепиано, кларнете и гобое. В одиннадцатилетнем возрасте уже замещал своего больного отца в музыкальном хоровом коллективе.
В 1943 годах поступил в Пражскую консерваторию, но когда немецкие оккупанты закрыли чехословацкие высшие учебные заведения, работал чернорабочим и упаковщиком стеклоизделий. После войны окончил консерваторию по классу органа, позже обучался на композиторских курсах в столичной академии искусства и музыки.
После призыва в армию работал хормейстером и дирижёром армейского художественного коллектива Вита Неедлы.
С ансамблем совершил в 1952 году шестимесячную поездку в Китай.
С 1954 года Милош Вацек полностью посвятил себя композиторской деятельности. Был членом Союза композиторов ЧССР.

## Творчество
Милош Вацек — автор оперной, балетной, камерной, симфонической музыки, а также вокала. Написал музыку к более 40 кинофильмов, много песен и хоров.
Свою первую оперу (основанную на исторических событиях времен гуситских войн), «Ян Зеливский», композитор написал в 25-летнем возрасте. Балеты Вацека с огромным успехом шли на сценах Чехословакии и Западной Европы.
Музыка Вацека, тесно связанная с чешской народной музыкой в лучших её традициях, отличается драматичностью и эмоциональностью, но при этом оптимистичнотью. Именно эти её свойства позволили Вацеку стать одним из главных чешских композиторов советской эпохи и оставаться любимым композитором многих чехов и после её окончания.

### Избранные музыкальные произведений
- Sonata Drammatica для пианино,
- Майская симфония
- Поэма о павших героях' (симфония)

## Оперы
- Ян Зеливский (1953, новая версия 1974)
- Брат Жак

## Балеты
- Просто счастье (1951—1952)
- Юмористическая сказка (1957—1958)
- Ветер в моих волосах (1960-61),
- Последний одуванчика (1963—1964)
- Метеор (1966)
- Счастливая семёрка (1966)

## Кантаты
- Остановите войну (1952)
- Пейзаж моего детства. Кантата для смешанного хора и симфонического оркестра (1976)
- О Праге. Кантата для симфонического оркестра, хора и чтеца (1974)

## Музыка кино
- «Король Шумавы» (1959)
- «Бегство из тени» (1959)
- «Чёрный волк» (1972)
- «Я подожду, пока ты убьёшь» (1973)